# Fürstenwalde/Spree
Fürstenwalde/Spree település Németországban, azon belül Brandenburgban. Lakosainak száma 32 763 fő (2023. december 31.).

## Népesség
A település népességének változása:
| Lakosok száma | 32 468 | 31 741 | 31 992 | 32 120 | 32 646 | 32 763 |
|               | 2010   | 2015   | 2020   | 2021   | 2022   | 2023   |

## Testvérvárosok
Sulechów (Lengyelország)